# 滝ノ水緑地
滝ノ水緑地（たきのみずりょくち）は愛知県名古屋市緑区滝ノ水2丁目にある都市緑地。

## 概要
1991年（平成3年）開園。名古屋市東部丘陵の一角に位置する緑地はかつての里山で、雑木林や池に加えて小規模な湿地が残り、木道を含めた散策路が廻っている。周辺は昭和30年代まで里山と湧水湿地が点在する土地（愛知郡鳴海町）だったが、1963年（昭和38年）に緑区として名古屋市と合併して以降は開発が進み、昭和50年代以降は急速に宅地化した。
緑地内には湧水を主な水源とする池「滝ノ水北池」（1,418㎡）がある。滝ノ水北池は滝ノ水川（天白川水系）の水源となっている。
現在では住宅地に囲まれており、2011年（平成23年）3月には緑地のすぐ東側で国道302号（名古屋環状2号線）が開通している。

## 植生

### 中高木
コナラ・アカマツ・リョウブ・ソヨゴなど

### 低木
ガマズミ・ウメモドキ・ヒサカキなど

### 湿地植物
モウセンゴケ・ミミカキグサ・シラタマホシクサなど
昔から自生するシラタマホシクサは環境省のレッドデータブックで絶滅危惧Ⅱ類に指定されている種で、秋に花を付ける。一方、雑木林のコナラなどにカシノナガキクイムシの虫害による枯死が発生するなど、近年では環境の変化も見られる。

## ギャラリー

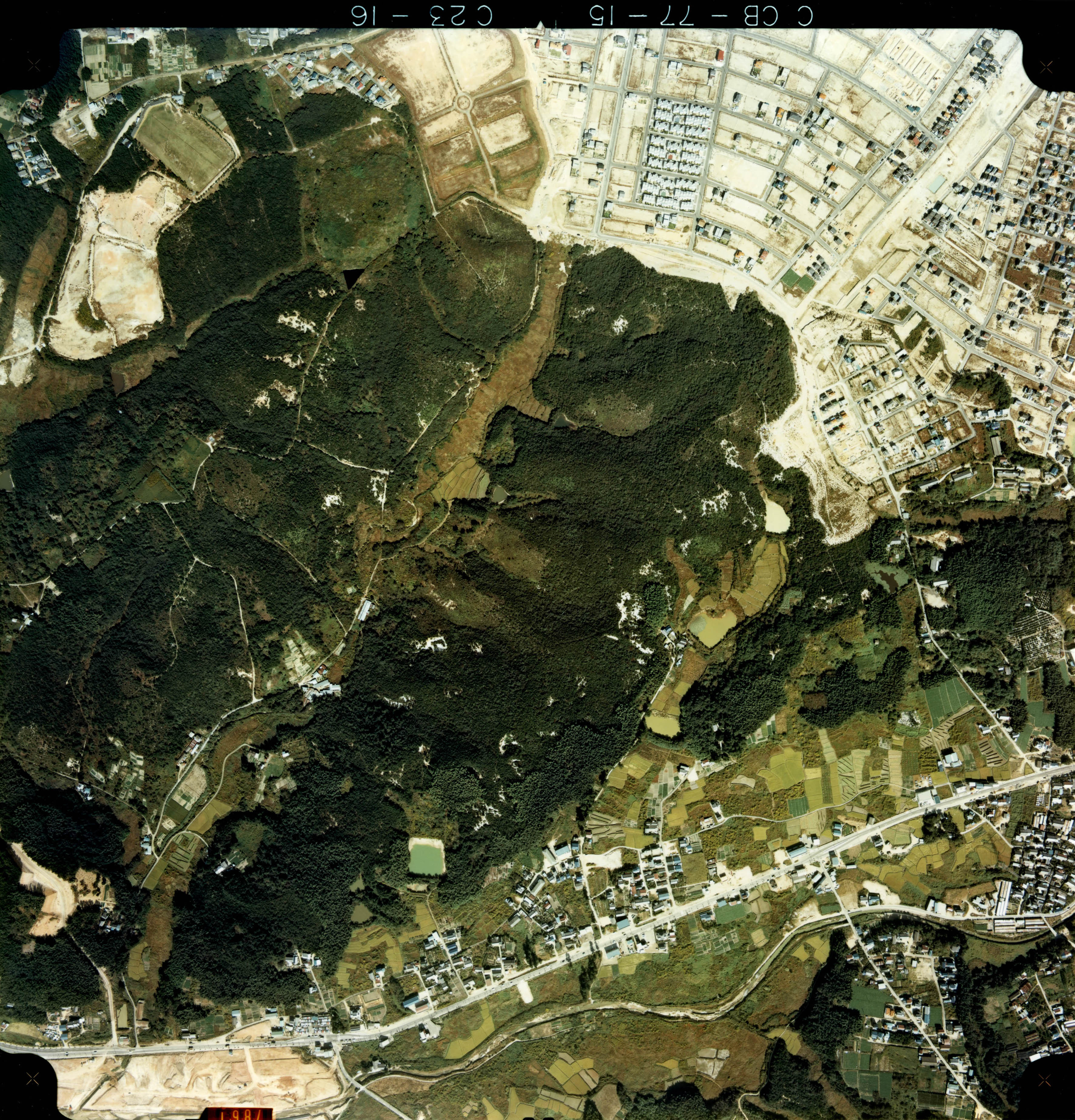
開発が始まった頃の滝ノ水周辺 （1977年（昭和52年）当時）
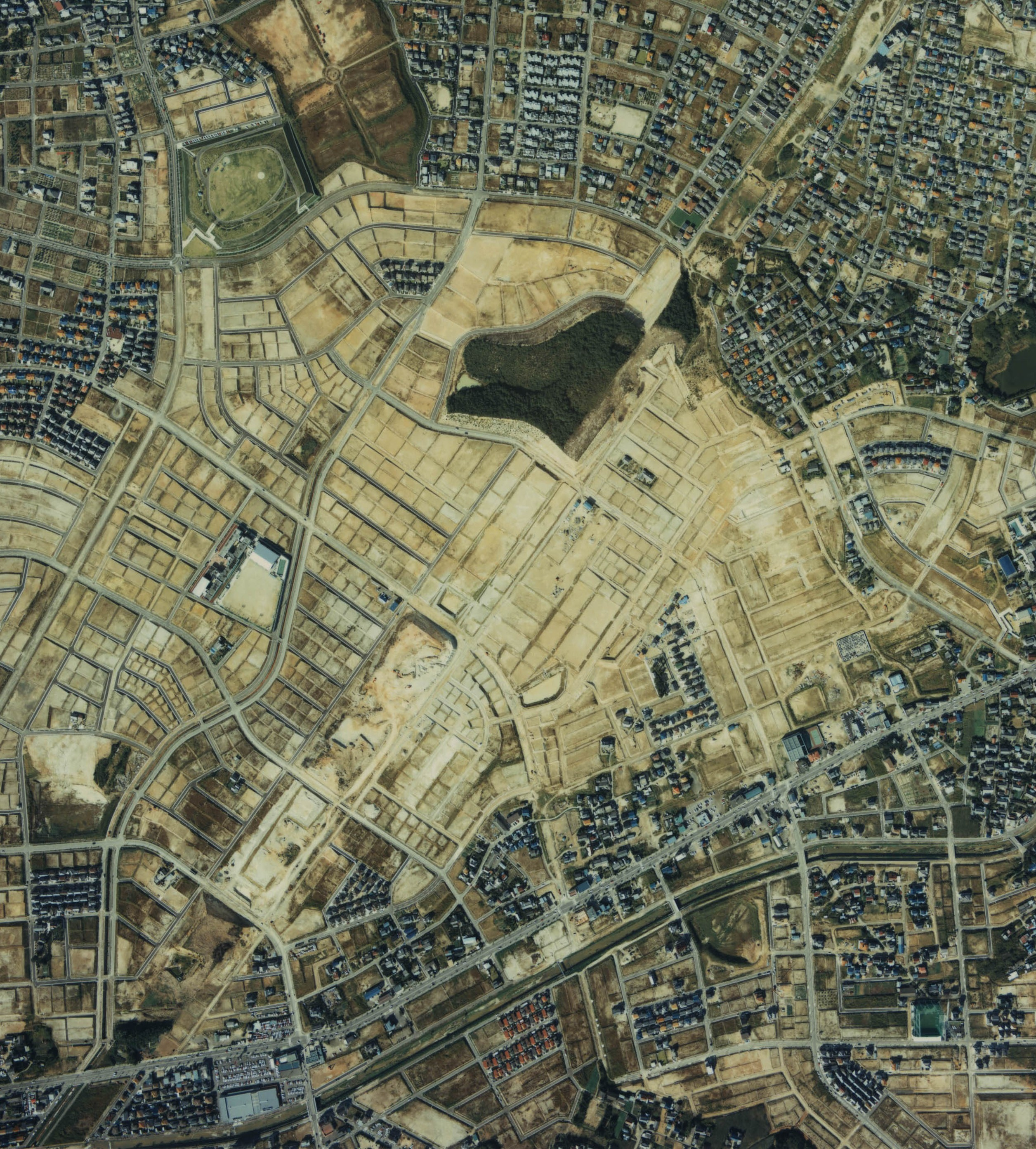
一挙に宅地開発が進んだ頃の滝ノ水周辺 （1987年（昭和62年）当時）
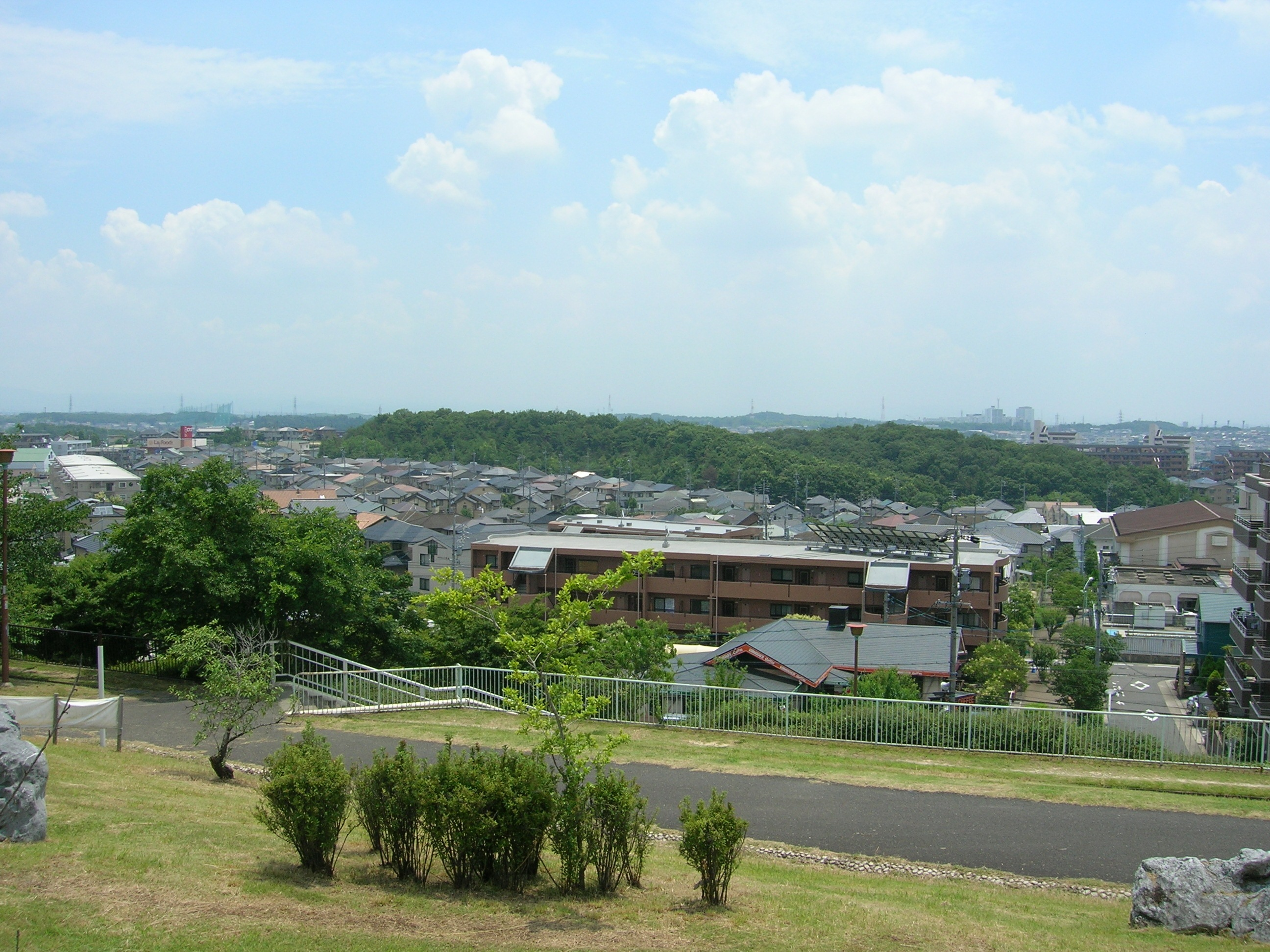
滝の水公園頂部付近から望む滝ノ水緑地 （2011年（平成23年）7月）
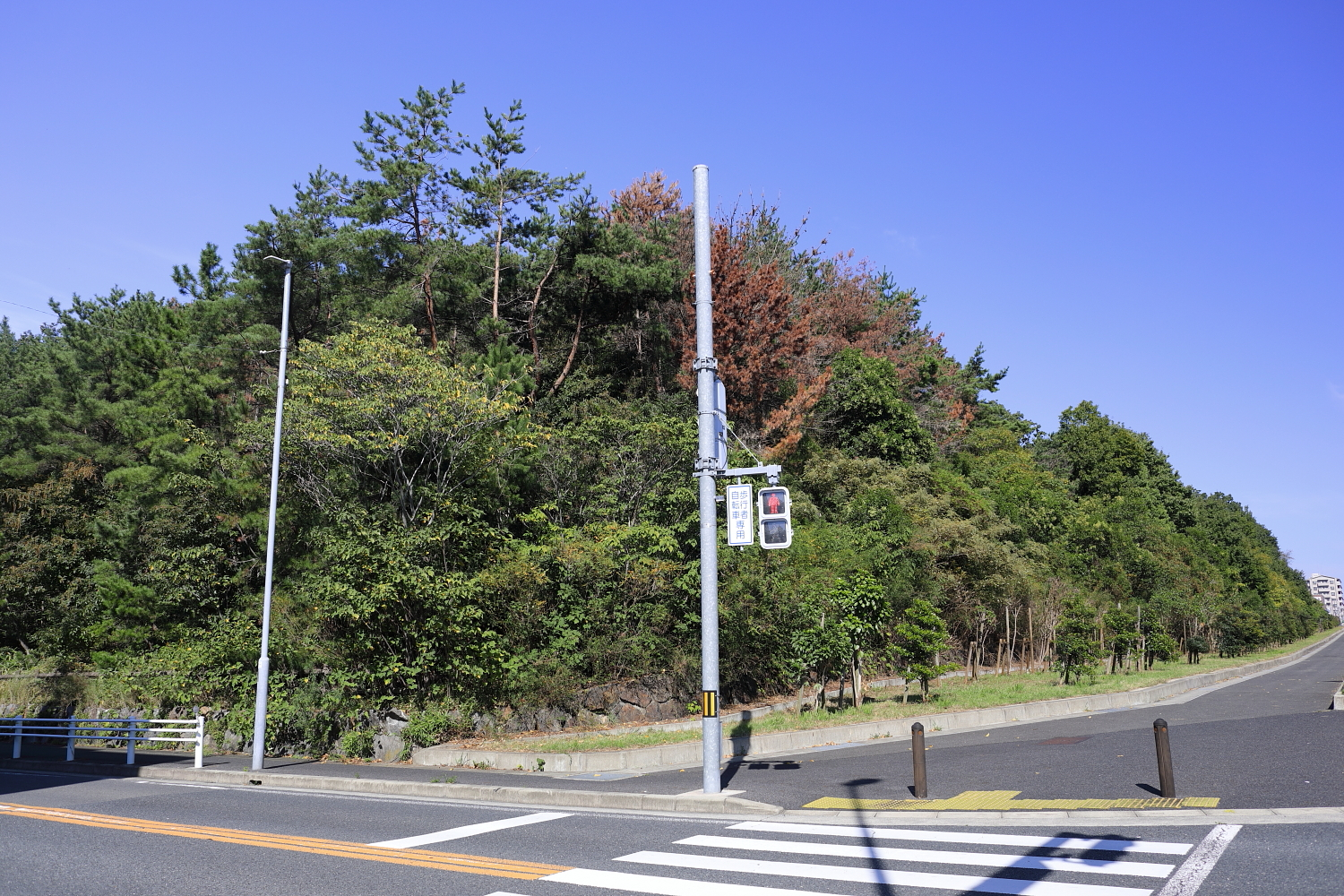
南側からの滝ノ水緑地外観 （2020年（令和2年）10月）
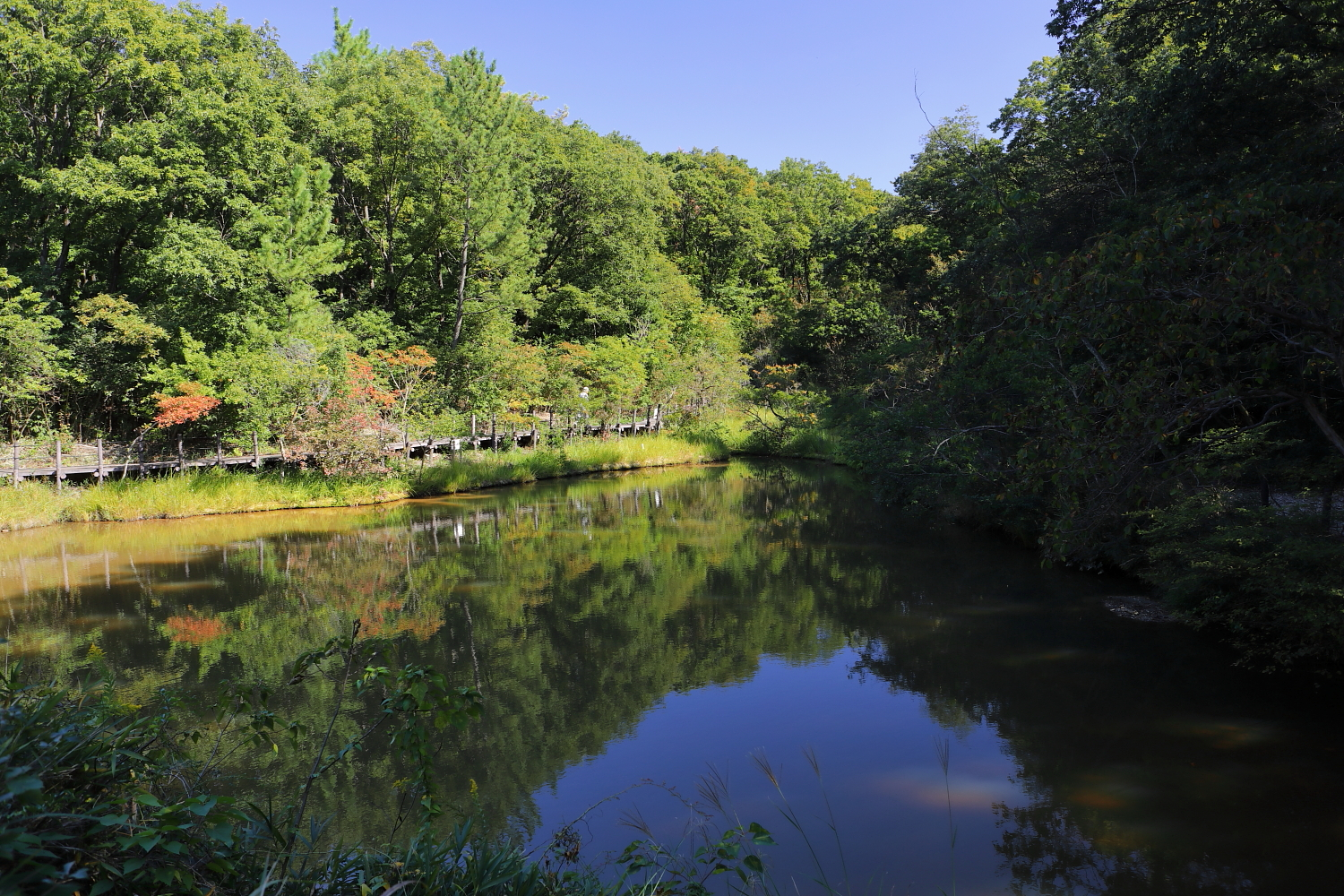
滝ノ水北池 （2020年（令和2年）10月）
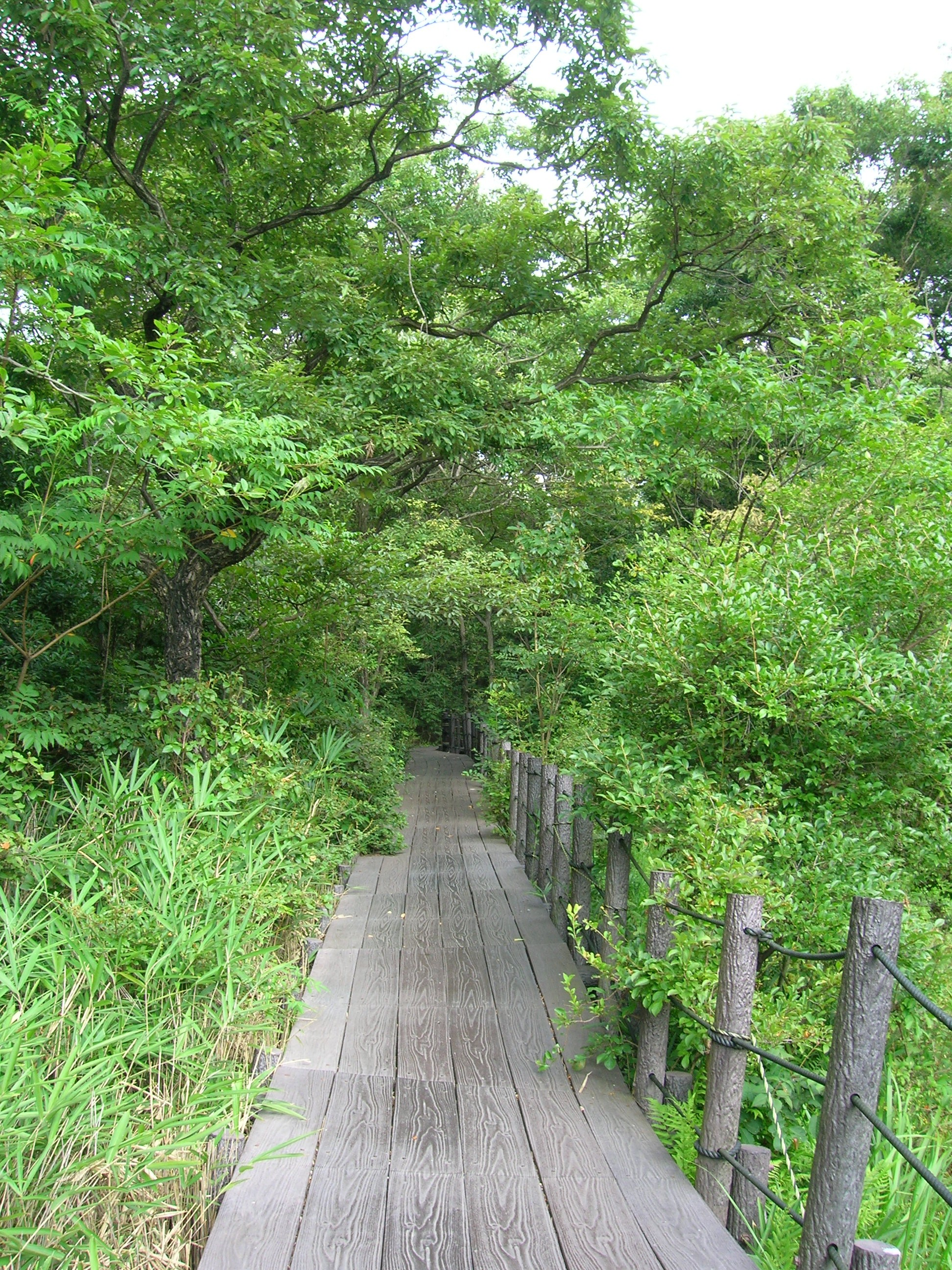
散策路 （2011年（平成23年）8月）
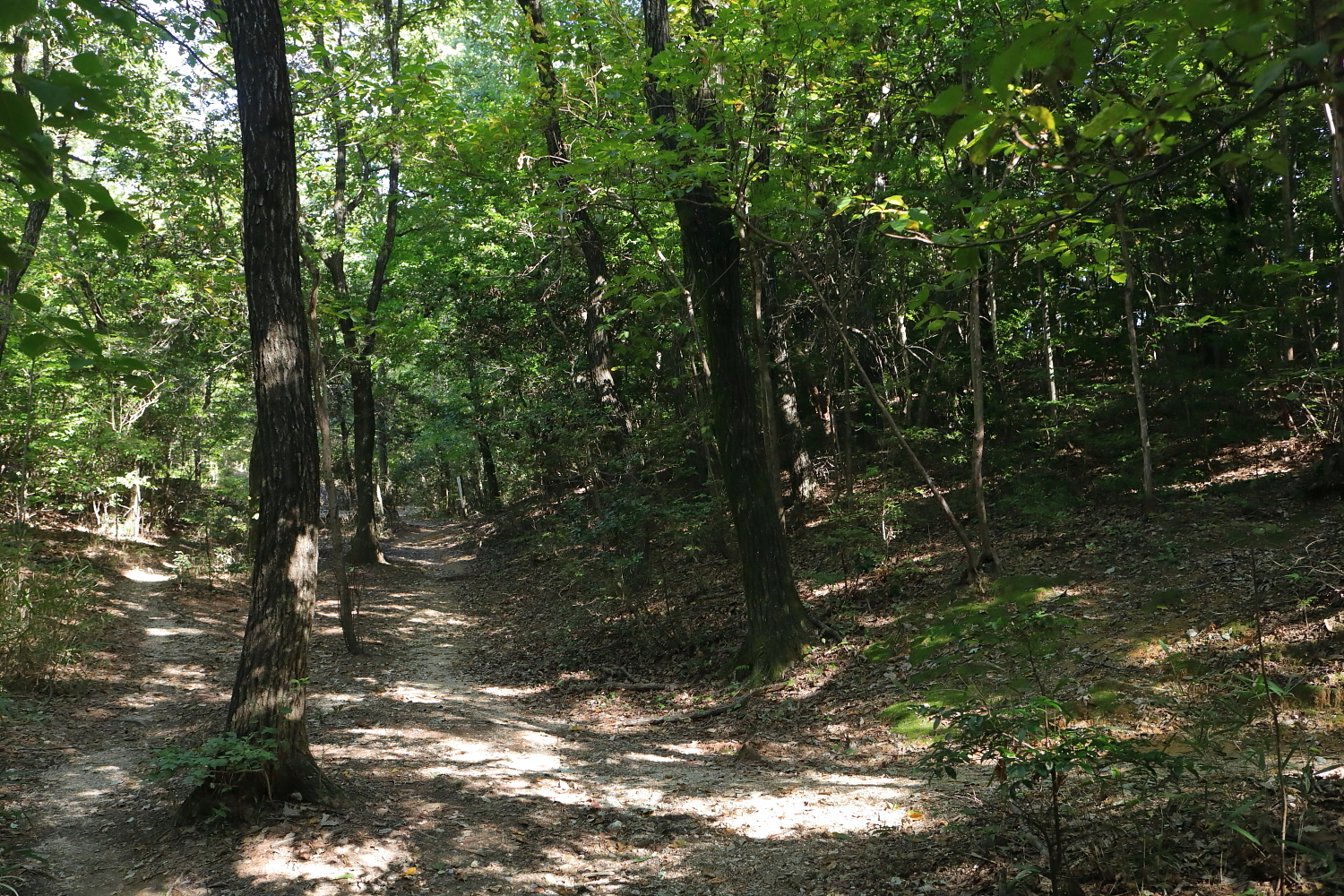
散策路 （2020年（令和2年）10月）
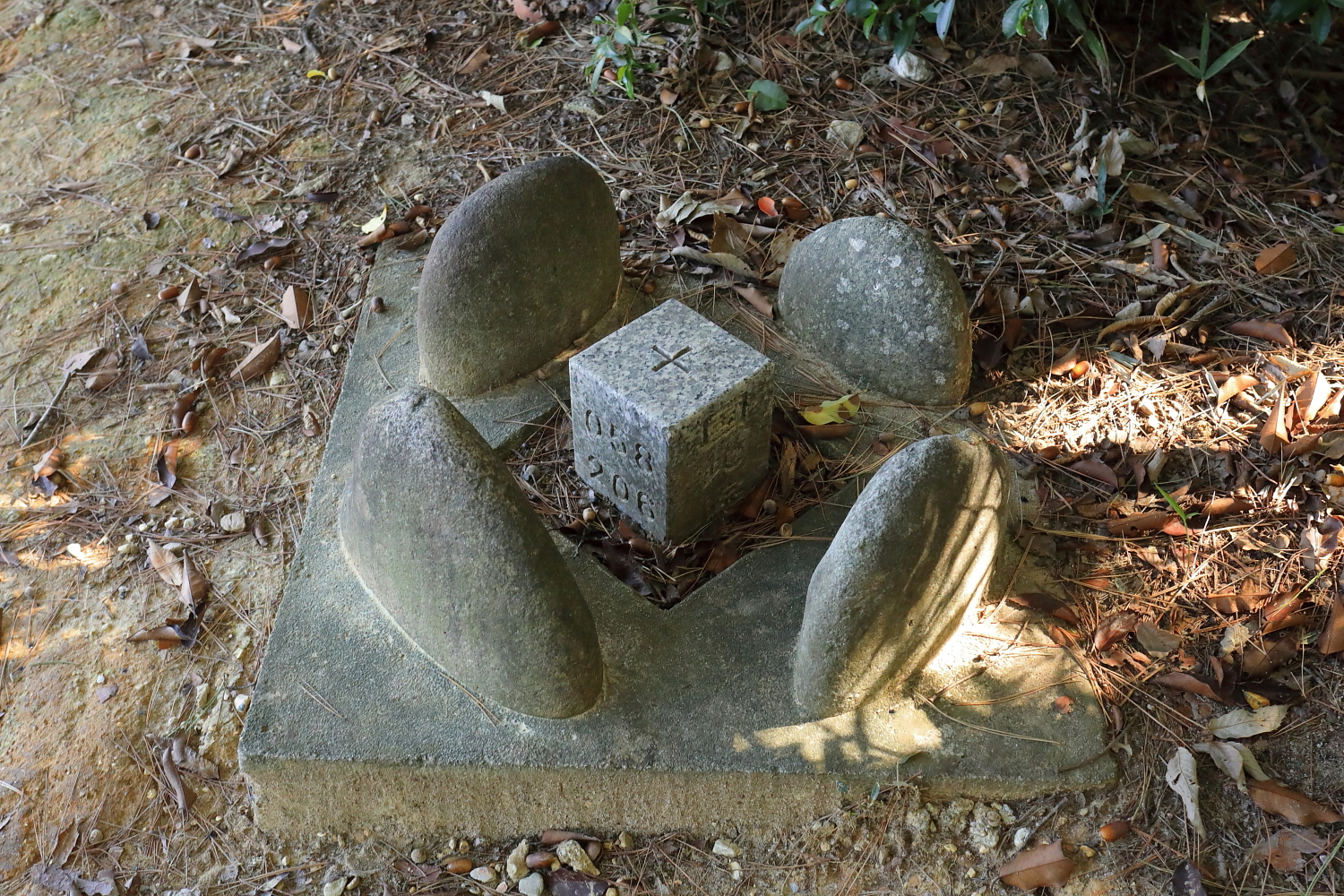
四等三角点「滝ノ水緑地」 （2020年（令和2年）10月）
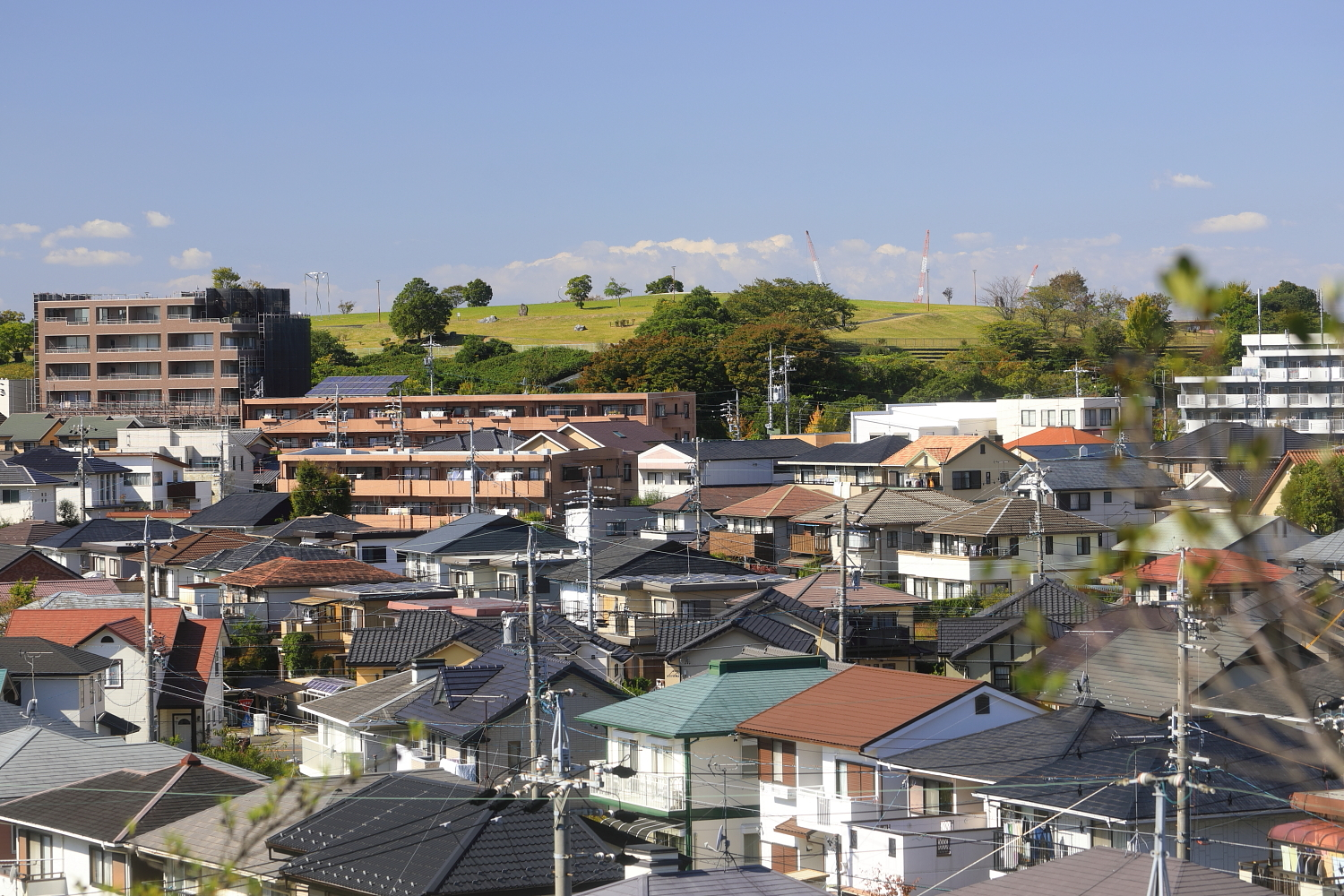
滝ノ水緑地から望む滝の水公園 （2020年（令和2年）10月）

## 周辺
- 税務大学校名古屋研修所
- 名古屋市立滝ノ水小学校
- 名古屋市立滝ノ水中学校
- 滝の水公園

## アクセス
駐車場はない。公共交通機関でのアクセスはバスのみである。
- 名古屋市営地下鉄桜通線
  - 相生山駅から名古屋市営バス - 相生11号系統「大清水」行・「滝ノ水中学校」バス停下車。
  - 鳴子北駅から名古屋市営バス - 鳴子16号系統「藤田医科大学病院」行・「神沢三丁目」バス停下車。